# Melolonthini
I Melolonthini (Leach, 1819) sono una tribù di coleotteri appartenenti alla famiglia degli Scarabeidi.

## Descrizione

### Adulto
I melolonthini si presentano come coleotteri di dimensioni medio-piccole, con un corpo cilindrico e robusto. Sono insetti abbastanza appariscenti che in alcuni casi possono presentare cromatismi molto singolari, come nel caso delle specie appartenenti ai generi Polyphylla e Anoxia. I maschi si possono distinguere dalle femmine per via delle clave antennali molto sviluppate, tanto da formare un vero e proprio "ciffo".

### Larva
Le larve hanno l'aspetto di vermi bianchi dalla forma a "C". Presentano la testa e le tre paia di zampe sclerificate e sui fianchi, una serie di forellini chitinosi che permettono all'insetto di respirare nel terreno.

## Biologia
Questi scarabeidi possono essere rinvenuti in qualsiasi periodo dell'anno, che differisce a seconda della specie. Generalmente sono di abitudini crepuscolare e notturne, ma esistono specie, come Anoxia pilosa che volano nelle ore del tardo pomeriggio. Gli adulti si nutrono delle foglie delle piante (anche se alcune specie lo fanno soltanto durante lo stadio larvale) mentre le larve si nutrono delle radici delle piante e alcune specie, come Melolontha melolontha, possono rivelarsi delle piaghe per l'agricoltura.

## Tassonomia
In Italia sono presenti le seguenti specie:
(Coleoptera, Scarabaeidae, Melolonthinae)
- - Genere: Anoxia
    - Subgen. Anoxia (Laporte de Castelnau, 1832);
    - Anoxia pilosa (Fabricius, 1792);
    - Anoxia scutellaris scutellaris (Mulsant, 1842);
    - Anoxia scutellaris argentea (Aliquò & Massa, 1976);
    - Anoxia scutellaris sicula (Motschisky, 1860);
    - Anoxia villosa villosa (Fabricius, 1781);
    - Subgen. Mesanoxia (Madvedev, 1951);
    - Anoxia australis (Schönherr, 1817);
    - Anoxia hirta (Reitter, 1890);
    - Anoxia matutinalis matutinalis (Laporte de Castelnau, 1832);
    - Anoxia moltonii (Sabatinelli, 1976);
    - Anoxia noctuabunda (Leo, Garagnani & Sabatinelli, 2021);[3]
    - Anoxia sardoa (Motschulsky, Motschulsky, 1860);
    - Subgen. Protanoxia (Madvedev, 1951);
    - Anoxia orientalis (Kryniki, 1832);

  - Genere: Melolontha (Fabricius, 1775);
    - Melolontha hippocastani (Fabricius, 1801);
    - Melolontha melolontha (Linnaeus, 1758);
    - Melolontha pectoralis (Megerle von Muhfeld, 1812);
    - Melolontha sardiniensis (Drumont, Muret, Hayer & Penner, 1999);

  - Genere: Polyphylla (Harris, 1841);
    - Polyphylla fullo (Linnaeus, 1758);
    - Polyphylla ragusae ragusae (Kraatz, 1892);
    - Polyphylla ragusae aliquoi (Massa & Tassi in Baraud, 1977);

## Galleria d'immagini

### Specie italiane

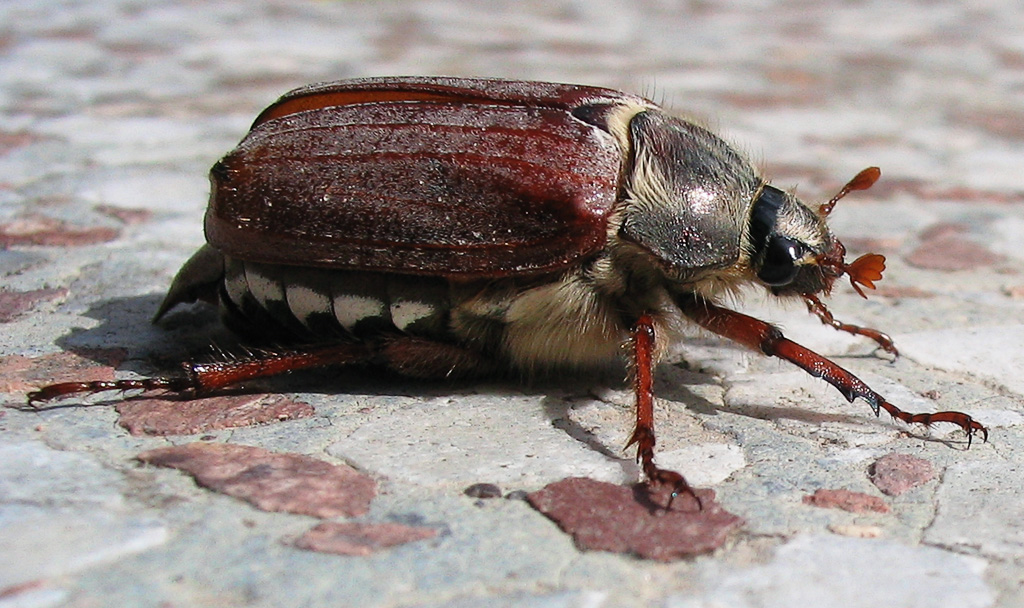
Melolontha melolontha (Linnaeus, 1758)
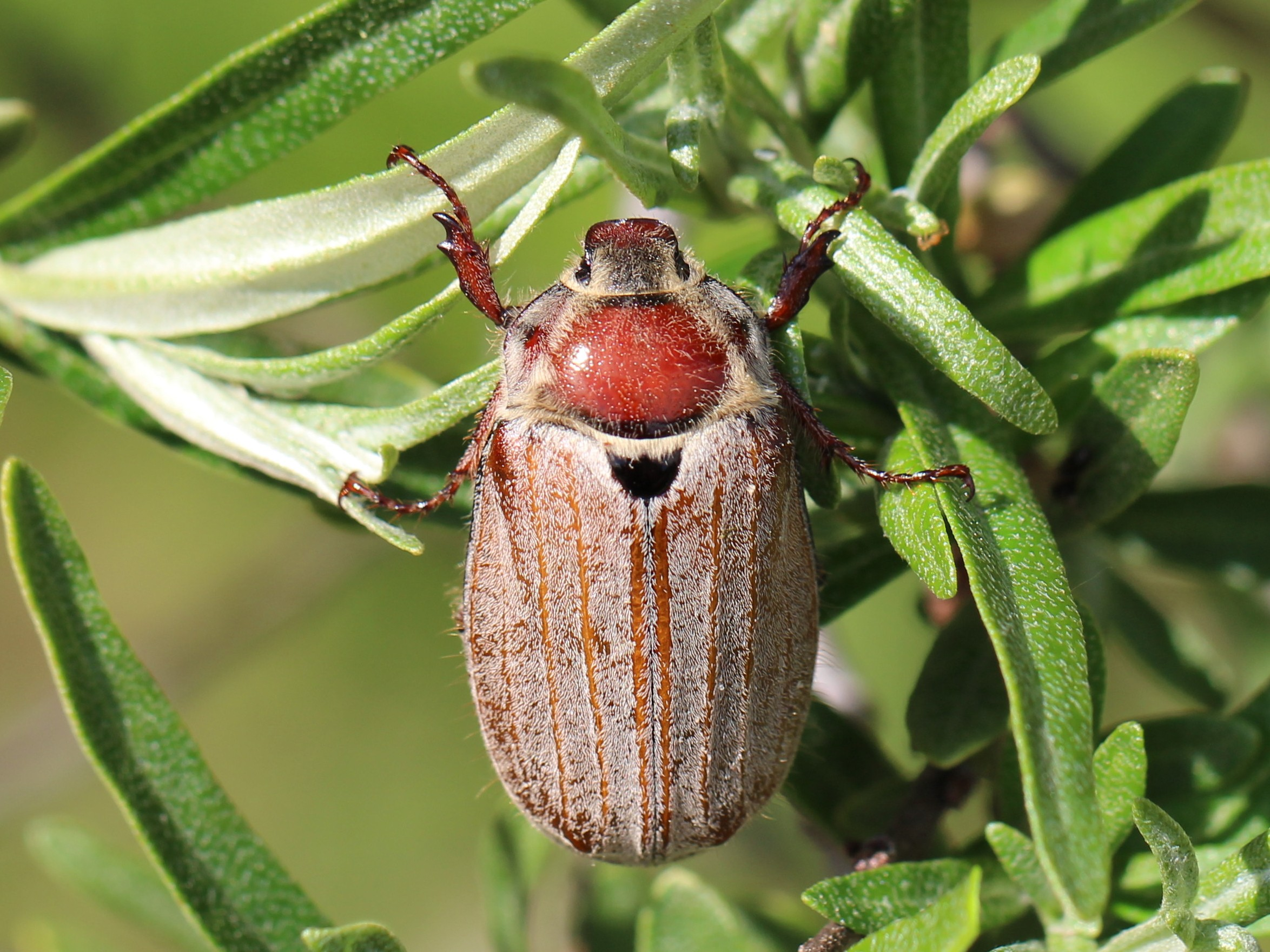
Melolontha hippocastani (Fabricious, 1801)
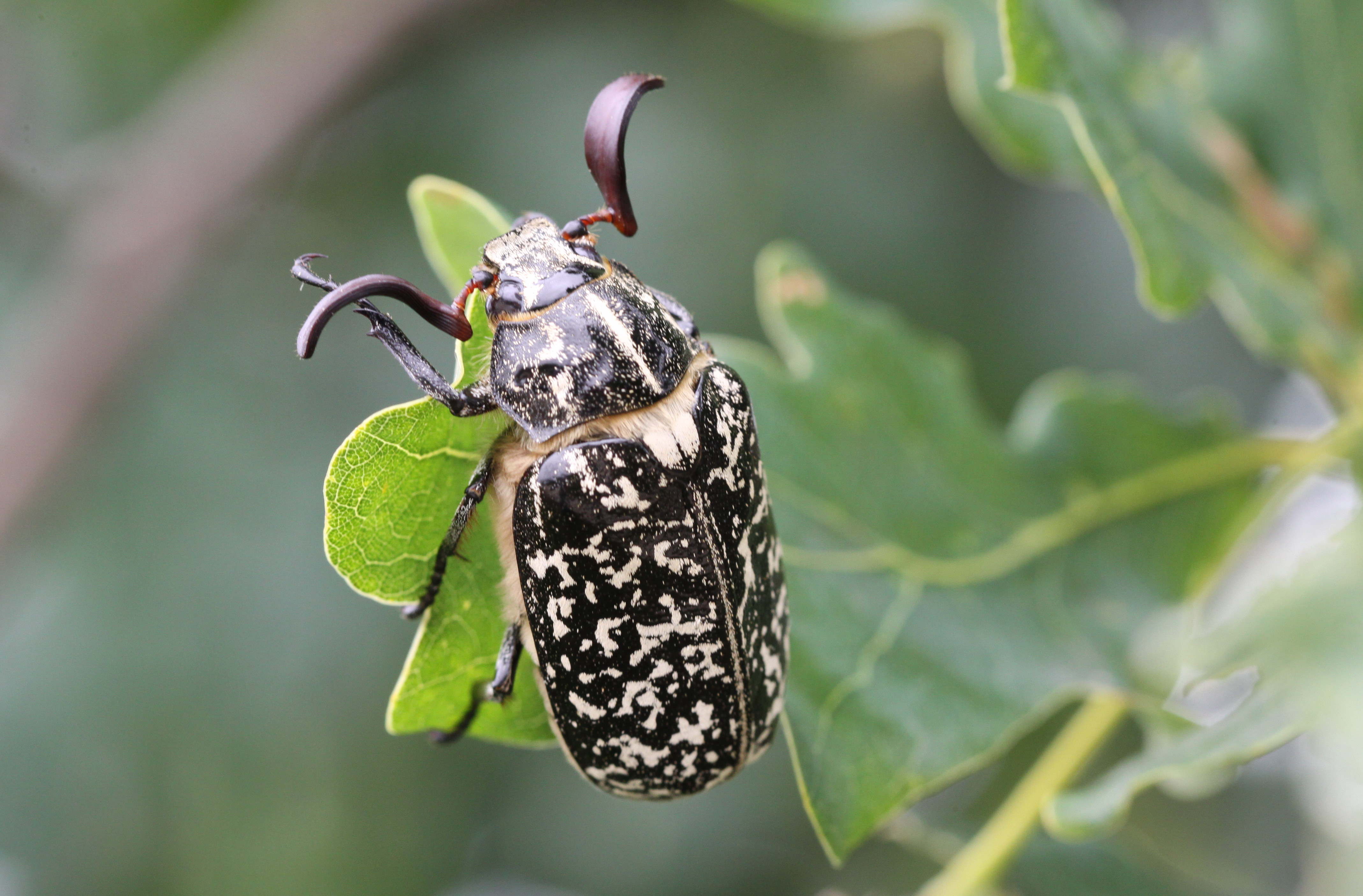
Polyphylla fullo (Linnaeus, 1758)
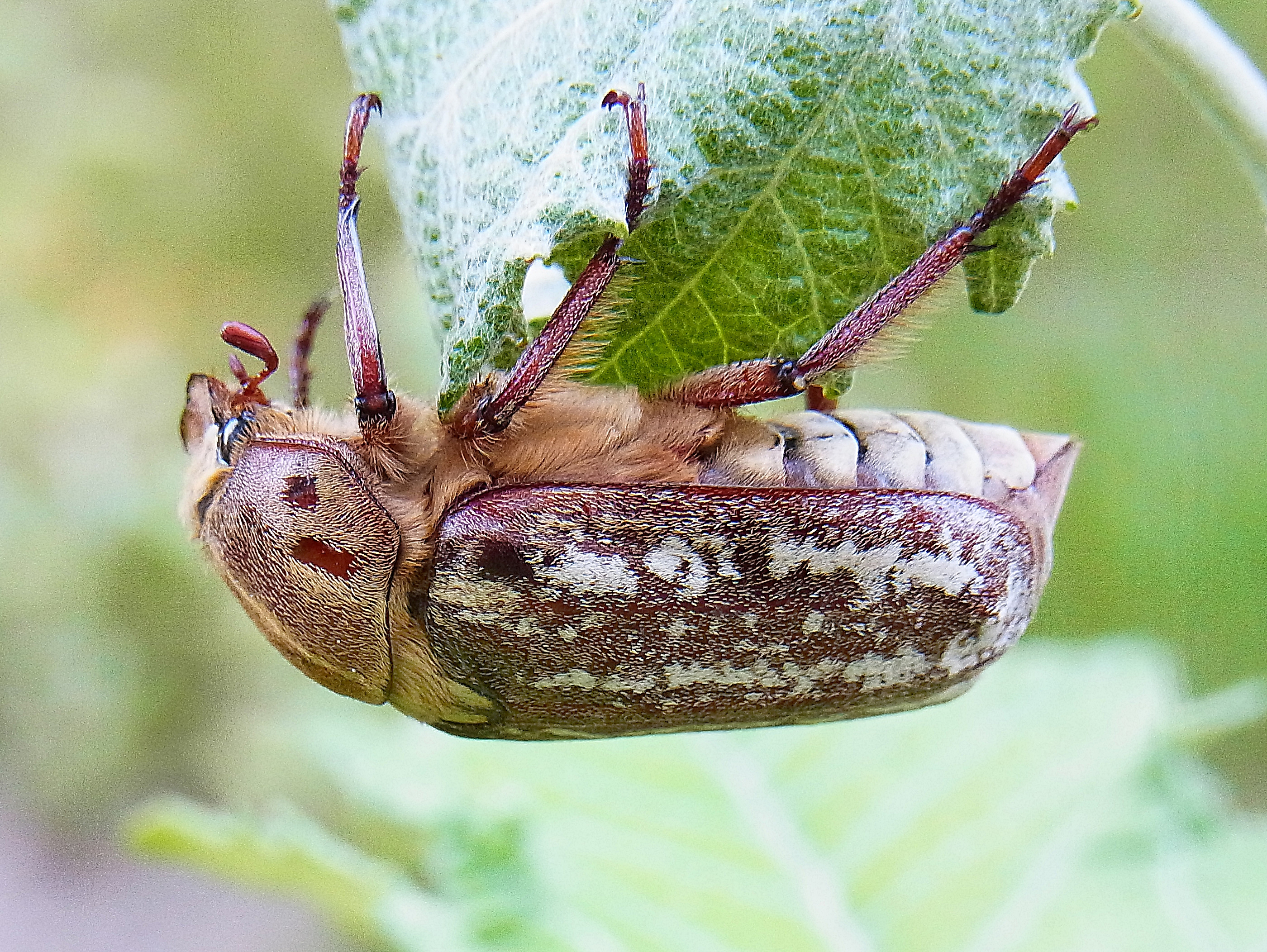
Anoxia orientalis (Krynicki, 1832)
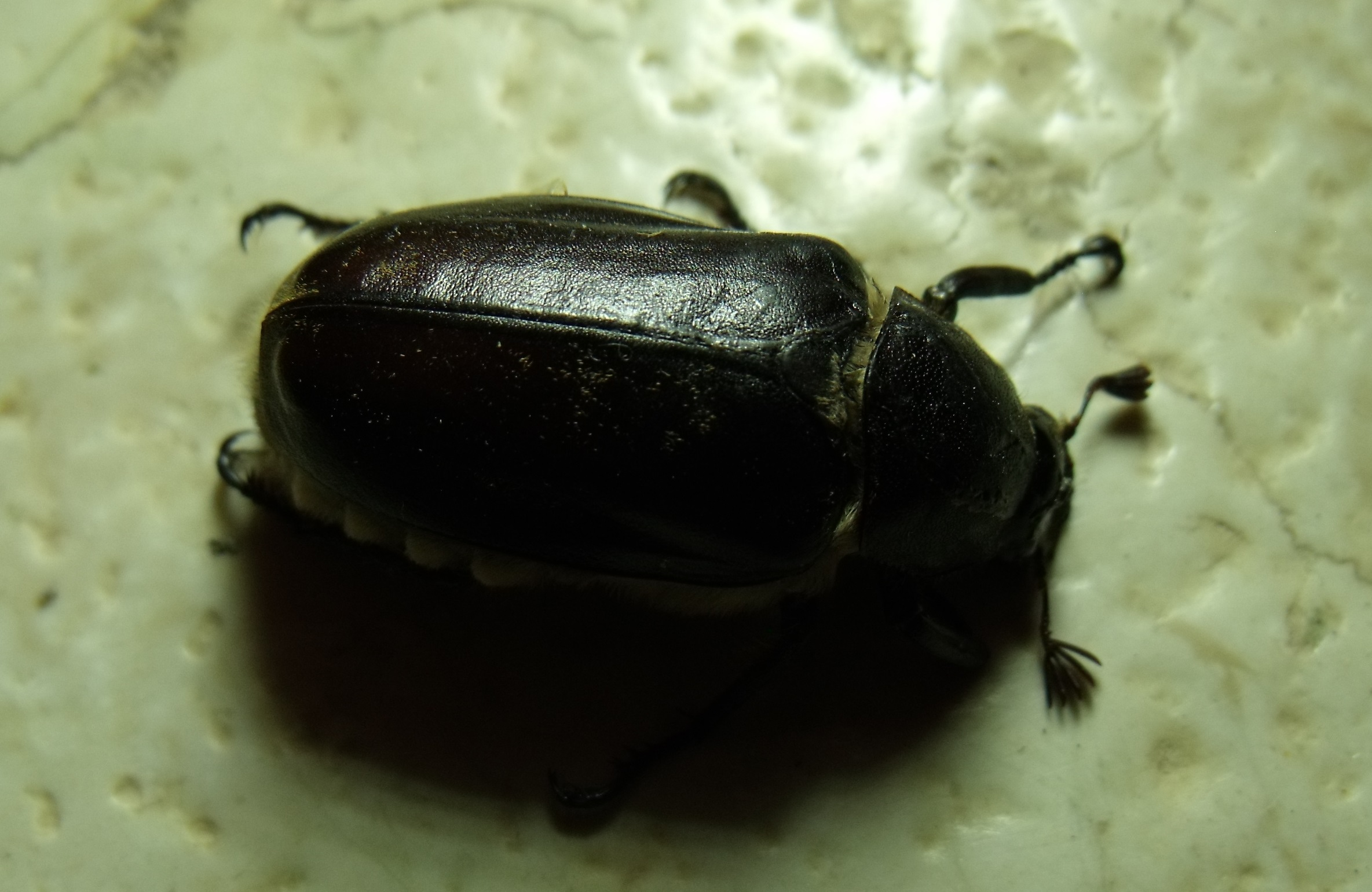
Anoxia scutellaris (Moulsant, 1842)
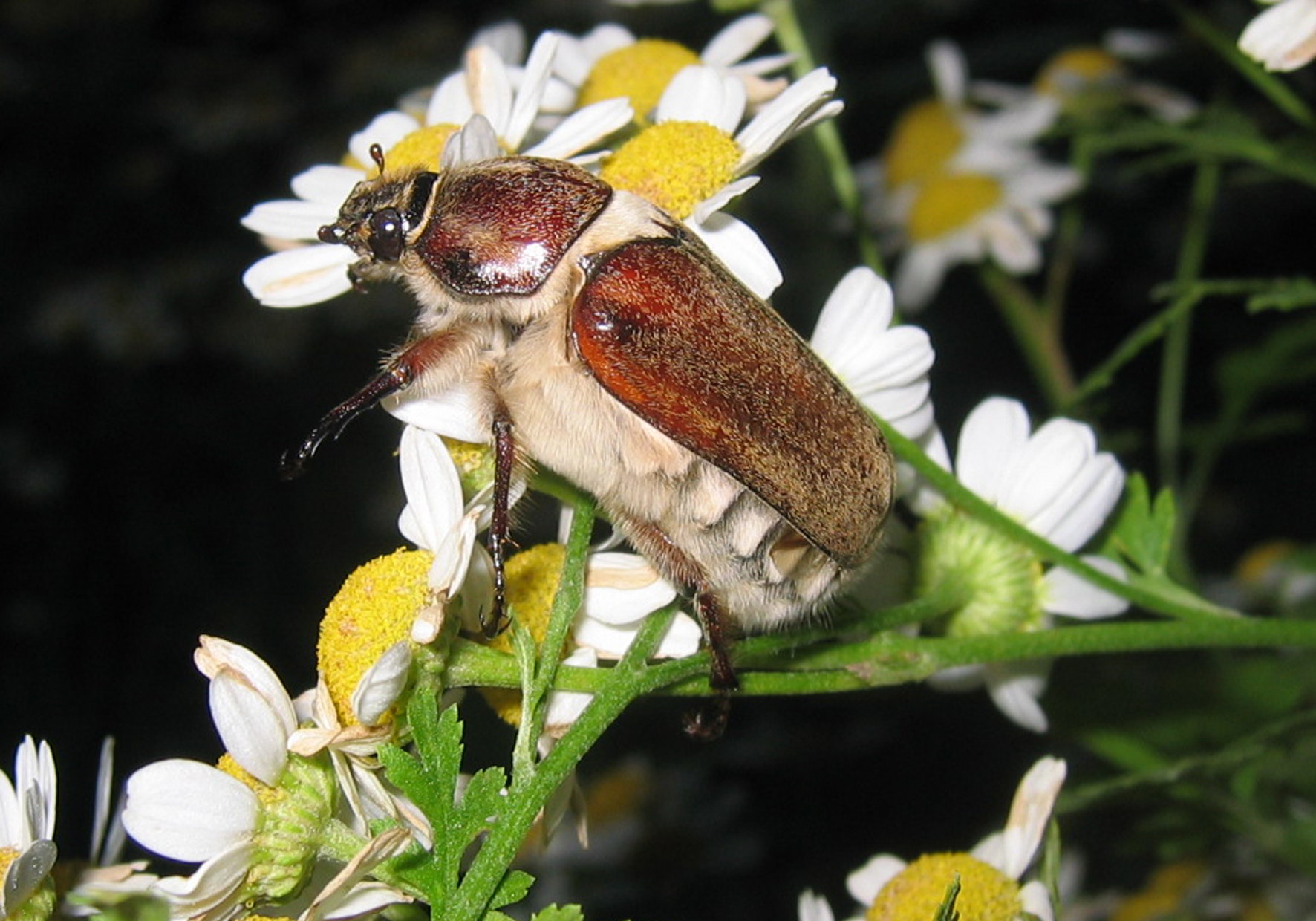
Anoxia villosa (Fabricius, 1781)
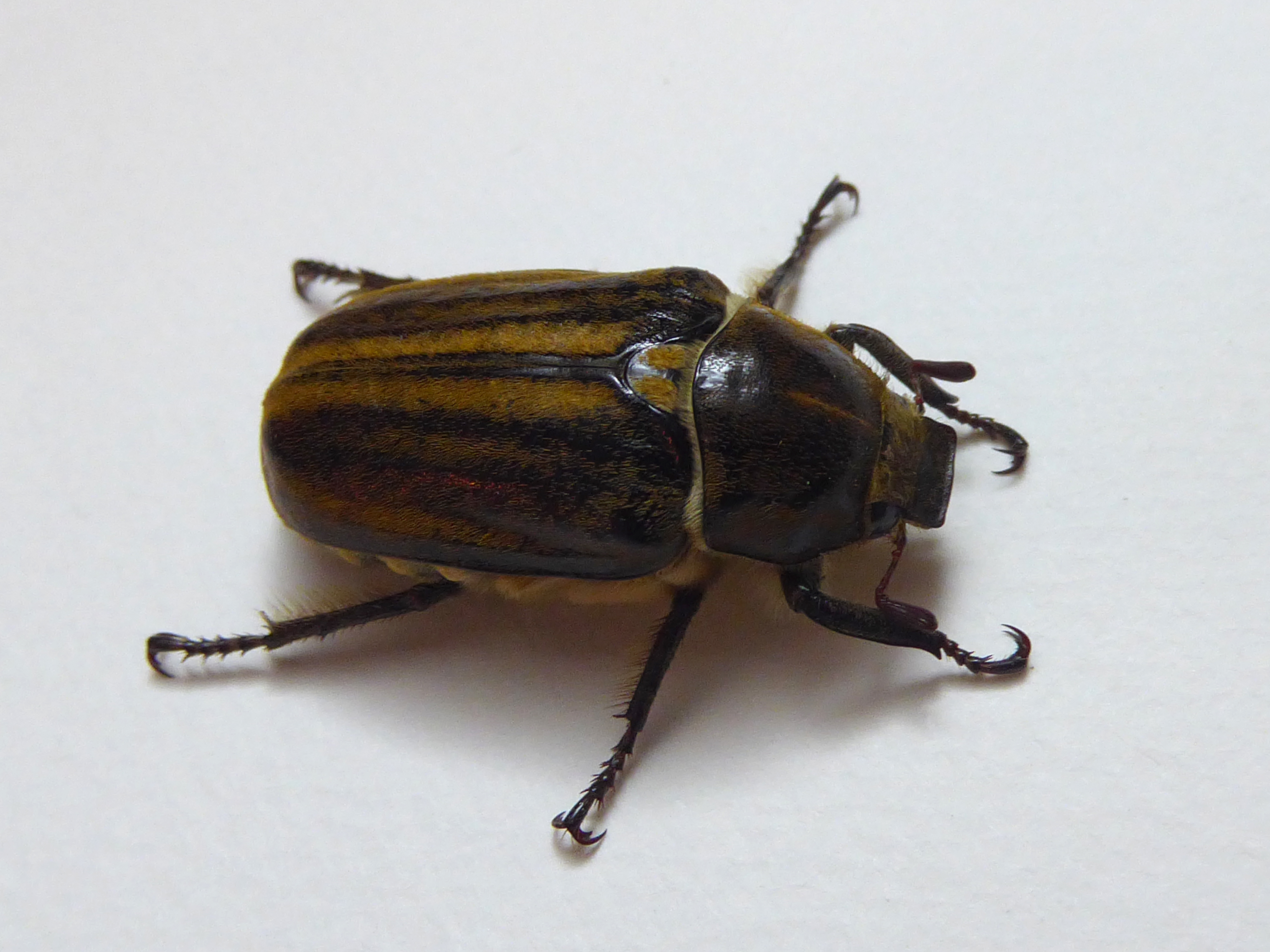
Anoxia matutinalis (Laporte de Catelnau, 1832)